# چرخ‌کتی
چرخ‌کتی، روستایی است از توابع بخش گیل‌خوران شهرستان جویبار در استان مازندران ایران.

## جمعیت
این روستا در دهستان چپکرود قرار داشته و براساس آخرین سرشماری مرکز آمار ایران که در سال ۱۳۸۵ صورت گرفته، جمعیت آن ۱۴۲نفر (۳۰خانوار) بوده‌است.